# Iran Barkley
Iran Barkley, noto anche con lo pseudonimo di The Blade (New York, 6 maggio 1960), è un ex pugile statunitense, campione del mondo dei pesi medi (1988-1989), supermedi (1992-1993) e mediomassimi (1992).

## Biografia

### Carriera da dilettante
Fratello di Yvonne Barkley, lottatrice professionista negli anni 70, fu da questa convinto a intraprendere la carriera pugilistica. Nel 1981 è finalista ai Golden Gloves dello Stato di New York. L'anno successivo è medaglia di bronzo nei pesi medi (-75 kg.) ai Campionati mondiali di pugilato dilettanti a Monaco di Baviera, perdendo in semifinale dal cubano Bernardo Comas.

### Carriera da professionista
Dotato di statura notevole per un peso medio, debutta da professionista nel dicembre 1982. Nel 1985 batte l'ex campione USBA Wilford Scypion. Nell'ottobre del 1987 ottiene la prima chance di conquistare il titolo mondiale WBA dei pesi medi ma perde ai punti contro l'italiano Sumbu Kalambay.
L'anno dopo conquista il titolo mondiale WBC della medesima categoria battendo Thomas Hearns per knock-out tecnico al terzo round. Il match è stato definito "Sorpresa dell'anno" 1988 ed inserito (1996) al 53º posto nella classifica di Ring Magazine dei 100 più grandi combattimenti di tutti i tempi.
Perde il titolo ai punti  per decisione non unanime contro Roberto Durán nel 1989, in un match che fu definito "Incontro dell'anno" ed inserito al 49º posto nella classifica dei 100 più grandi combattimenti di tutti i tempi dalla medesima rivista Ring Magazine.
Successivamente Barkley incontra Michael Nunn per il mondiale IBF dei medi, perdendo ai punti in dodici riprese con verdetto non unanime (un giudice aveva decretato un ininfluente pari). Sfida Nigel Benn per quello WBO, subendo una grave sconfitta per KOT al primo round, dopo aver subito tre atterramenti.
Conquista il titolo mondiale IBF dei pesi supermedi battendo Darrin Van Horn, per Kot al secondo round. Il 20 marzo 1992 conquista il titolo mondiale WBA dei mediomassimi battendo ancora una volta Thomas Hearns ai punti con decisione contrastata. Un anno più tardi perde il titolo IBF dei supermedi dai pugni di James Toney per abbandono.
Nell'ottobre 1994 tenta nuovamente di conquistare il titolo mondiale IBF dei mediomassimi ma viene sconfitto alla nona ripresa dall'imbattuto pugile tedesco Henry Maske, nuovamente per abbandono.
Dopo questa sconfitta Barkley continua a combattere nei pesi massimi. Nel giugno 1997 conquista il titolo WBB, un organismo minore, quando batté l'ex campione mondiale WBA dei pesi massimi Gerrie Coetzee per knock-out tecnico alla 10ª ripresa. Nel 1999, dopo aver perso un incontro nel Mississippi per KO al sesto round da parte di Keith McKnight, Barkley si ritira.
Il suo record definitivo sarà di 63 incontri, con 43 vittorie (27 prima del limite), 19 sconfitte e 1 pareggio.